# Ladislav Adamec
Pour les articles homonymes, voir Adamec.
Ladislav Adamec (né le 10 septembre 1926 à Frenštát pod Radhoštěm et mort le 14 avril 2007  à Prague, République tchèque), est un homme politique tchèque.
Membre du Parti communiste tchécoslovaque, il est Premier ministre de la République socialiste tchèque de 1987 à 1988, puis de la République socialiste tchécoslovaque de 1988 à 1989. Au moment de la révolution de velours, il doit démissionner pour laisser son poste à Marián Čalfa qui assure la transition démocratique.